# Neobola nilotica
Neobola nilotica är en fiskart som beskrevs av Werner, 1919. Neobola nilotica ingår i släktet Neobola och familjen karpfiskar. IUCN kategoriserar arten globalt som otillräckligt studerad. Inga underarter finns listade i Catalogue of Life.